# Walter Krupinski
 (avril 2014).
Walter Krupinski (11 novembre 1920 - 7 octobre 2000) est un pilote de chasse allemand de la Luftwaffe, as de la Seconde Guerre mondiale et général de la Bundeswehr après la guerre. Crédité de 197 victoires en 1 100 sorties, Krupinski a été l’un des premiers à voler sur Me 262 comme membre de la célèbre escadrille d’as JV - JagdVerband - 44 dirigée par Adolf Galland.

## Biographie
Walter Krupinski est né le 11 novembre 1920, dans la petite ville de Domnau en province de Prusse-Orientale dans le district de Königsberg, et a grandi à Braunsberg. Krupinski avait deux jeunes frères, Paul et Günther. Paul a rejoint la Kriegsmarine et est entré dans le service des sous-marins. Il est tué en mission le 11 novembre 1944 alors qu'il était embarqué dans l'U-771, coulé au large de la côte norvégienne par le navire anglais Aventuriers.
Krupinski est entré dans la Luftwaffe en septembre 1939 comme enseigne. De novembre 1939 à octobre 1940, Krupinski fait sa formation de base. Après sa formation, il est envoyé dans sa nouvelle unité, la Jagdgeschwader 52, où il pilote dans la 6.Staffel en novembre 1940. Il effectue plusieurs missions de combat en Angleterre, mais ne gagne aucun succès.
Krupinski remporte sa première victoire aérienne au début de la campagne russe. En décembre 1941 son palmarès était de sept victoires et fut porté en août 1942 à 50, score pour lequel il a reçu la croix allemande en or. Après  six nouvelles victoires, Krupinski reçoit la croix de chevalier de la croix de fer. En mars 1943, Krupinski est promu Staffelkapitän et reçoit le commandement de la 7.Staffel. À cette période, Erich Hartmann, qui sera le plus grand as de la guerre, lui sert d’ailier. Krupinski reçoit les feuilles de chêne avec croix de chevalier pour sa 174e victoire.
Après sa 177e victoire, Krupinski est transféré en Russie, où il est affecté à la 1.Staffel du Jagdgeschwader 5. Promu au grade de Hauptmann (capitaine) en mai 1944, Krupinski est commandant du II. Gruppe du Jagdgeschwader 11. Après l'invasion alliée de la France en juin 1944, le groupe est transporté d'urgence en Normandie pour faire des missions d'appui au sol. Krupinski revendique 5 avions alliés abattus (sur un total de 10 avec la JG 11), avant d'être blessé et brûlé le 12 août. En septembre, il est transféré comme commandant du III. Gruppe, Jagdgeschwader 26. En mars 1945, Krupinski est transféré à l'unité des as du Jagdverband 44, volant sur le Me 262 à réaction.
À 3 h de l’après-midi, le 24 avril 1945, Krupinski était l'un des quatre pilotes à décoller de Munich-Riem afin d'intercepter un B-26 Marauder. Günther Lützow, un de ses équipiers, n’a pas réussi à revenir de cette mission.
Après avoir abattu 197 avions ennemis, Krupinski fut fait prisonnier en mai 1945. Lui-même a été abattu quatre fois et blessé cinq fois.
Dès le mois de septembre, il fut libéré et en décembre 1952 il devint conseiller auprès de l'organisme précurseur de la nouvelle armée allemande.
Le 1er novembre 1956, il obtint le grade de commandant (major) en tant que référent auprès du ministère de la Défense de la République fédérale d'Allemagne. De janvier à septembre 1957 il a suivi une formation de pilotage sur avions à réaction en Angleterre et le 30 septembre il a obtenu le poste de Kommodore de l'escadrille de chasseurs-bombardiers no 33 (Jagdbombergeschwader 33). Le 1er janvier 1965 il fut rappelé au ministère de la défense et en juillet 1966 on lui confia le commandement de l'unité d'entraînement de la Luftwaffe stationnée au Texas.
Le 1er juillet 1969, il devint, avec le grade de Generalmajor, le commandant de la 3e division aérienne avant de devenir chef d'état-major de la 2e ATAF (allied tactical air force). En 1975 il fut promu au grade de Generalleutnant. Le 8 novembre 1976, il fut mis d'office à la retraite à la suite du scandale lié à l'invitation de l'ancien as de la Lufwaffe et militant nazi Hans-Ulrich Rudel à une rencontre d'anciens combattants sur une base aérienne en Allemagne.